# Gerechtigkeitsbrunnen (Wuppertal)

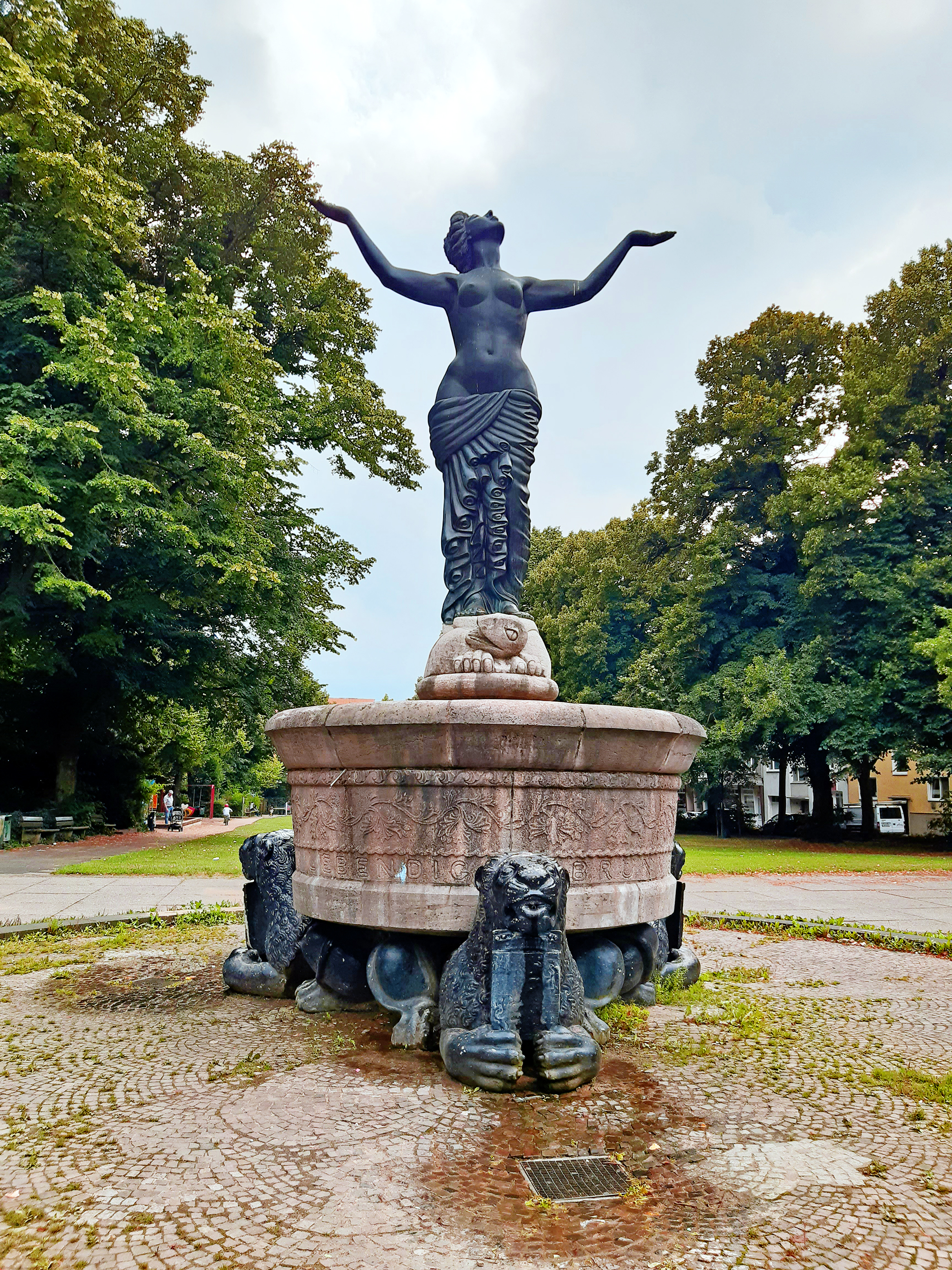
Gerechtigkeitsbrunnen (2022)

Der Gerechtigkeitsbrunnen ist ein von dem Bildhauer Bernhard Hoetger gestalteter Brunnen in Wuppertal-Elberfeld, der 1910 während der Festwoche zum 300-jährigen Stadtjubiläum Elberfelds auf dem damaligen „Exerzierplatz“ (seit 1922 „Platz der Republik“) eingeweiht wurde.
Gestiftet hatte den Brunnen August von der Heydt, der in seiner Einweihungsrede sagte:

„Der Geist, der unsere Stadt aus geringen Anfängen wachsen ließ, dass sie heute hoch dasteht unter den Städten Deutschlands, […] ist der Geist der Gerechtigkeit.“

Der Brunnen ist mit dem Bibelwort versehen:

„Des Gerechten Mund ist ein lebendiger Brunnen“

Das Brunnenbecken aus Muschelkalkstein steht auf drei Löwenfiguren und wird von der 7,50 m hohen Skulptur der Gerechtigkeit, einer Frau in der Haltung eines Adoranten, bekrönt. Die Löwen aus Eisenkunstguss und die Skulptur aus Bronze wurden von der renommierten Kunst- und Glockengießerei Lauchhammer nach den Modellen Hoetgers ausgeführt.
Die Skulptur der Gerechtigkeit wurde 1944 für Rüstungszwecke demontiert und eingeschmolzen, der Unterbau blieb erhalten und wurde 1957–1959 restauriert. In dieser unvollständigen Form stand der Brunnen seit 1989 unter Denkmalschutz.
Auf Initiative von Hans-Joachim Camphausen wurde 2011 mit privaten Mitteln die Brunnenskulptur rekonstruiert durch den Bildhauer Schwan Kamal. und in einer Düsseldorfer Gießerei neu gegossen. Der Brunnen-Unterbau wurde im Frühjahr 2012 saniert; die rund eine Tonne schwere Skulptur wurde am 18. Juni 2012 aufgestellt und am 24. Juni 2012 enthüllt.